# Kruszwica (gmina)
Kruszwica est une gmina mixte du powiat de Inowrocław, Couïavie-Poméranie, dans le centre-nord de la Pologne. Son siège est la ville de Kruszwica, qui se situe environ 14 km au sud d'Inowrocław et 44 km au sud-ouest de Toruń.
La gmina couvre une superficie de 262,19 km2 pour une population de 19 971 habitants.

## Géographie
La gmina est bordée par les gminy de Dąbrowa Biskupia, Osięciny, Radziejów et Zakrzewo.